# Henriqueta Godinho Gomes
Henriqueta Godinho Gomes, née en 1942 à Empada et morte en 2018, est une femme politique de Guinée-Bissau.
Membre du Parti africain pour l'indépendance de la Guinée et du Cap-Vert (PAIGC), elle est entre 1988 et 1993 ministre des Affaires sociales et de la santé publique, et entre 1993 et 1994 ministre du Travail